# 第一代彭布罗克伯爵威廉·马歇尔

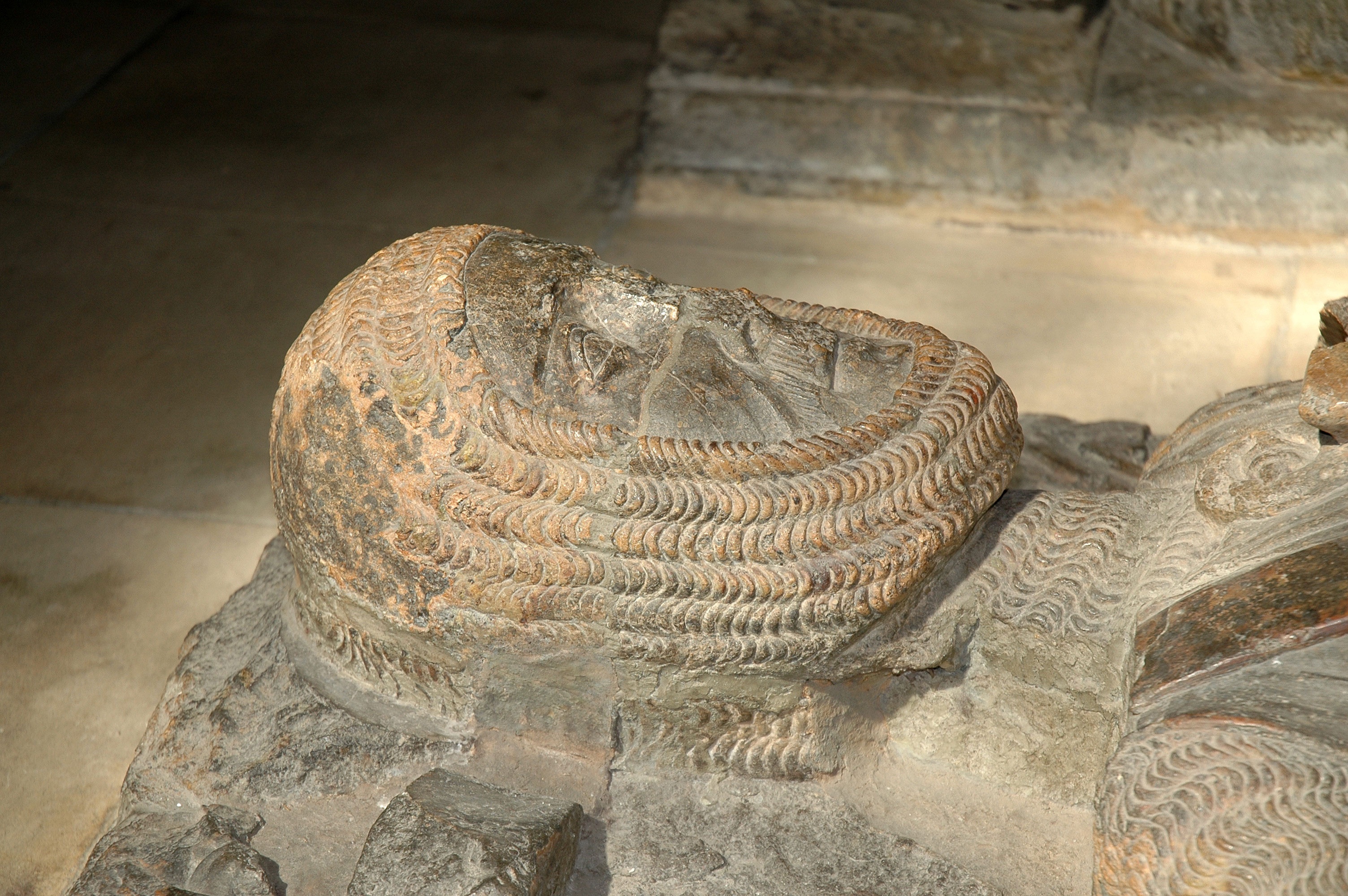
威廉·马歇尔的头部雕像

第一代彭布罗克伯爵威廉·马歇尔（英語：William Marshal, 1st Earl of Pembroke；1146年—1219年5月14日），英格兰王国政治家、军人。他曾辅佐过五位英格兰国王，包括亨利二世、幼王亨利、理查一世、约翰和约翰的儿子亨利三世。1216年，被任命为亨利三世的监护人，并成为英格兰王国摄政。在他担任摄政期间，亨利三世签署了《森林宪章》。